# 苏利涅-弗拉塞
苏利涅-弗拉塞（法語：Souligné-Flacé，法語發音：[suliɲe flase]）是法国萨尔特省的一个市镇，属于拉弗莱什区。该市镇于1810年由原市镇苏利涅苏瓦隆（Souligné-sous-Vallon）和弗拉塞（Flacé）合并而成。

## 地理
苏利涅-弗拉塞（47°58'27"N, 0°0'54"E）面积16.49 平方千米，位于法国卢瓦尔河地区大区萨尔特省，该省份为法国西北部内陆省份，北起顺时针与奥恩省、厄尔-卢瓦省、卢瓦-谢尔省、安德尔-卢瓦尔省、曼恩-卢瓦尔省和马耶讷省接壤，是法国大西部的入口，连接卢瓦尔河谷、布列塔尼和巴黎盆地。
与苏利涅-弗拉塞接壤的市镇（或旧市镇、城区）包括：热河畔库朗、舍米雷勒戈丹、热河畔布兰、绍富尔圣母村、克拉讷昂香槟、埃蒂瓦勒莱勒芒、卢普朗德。

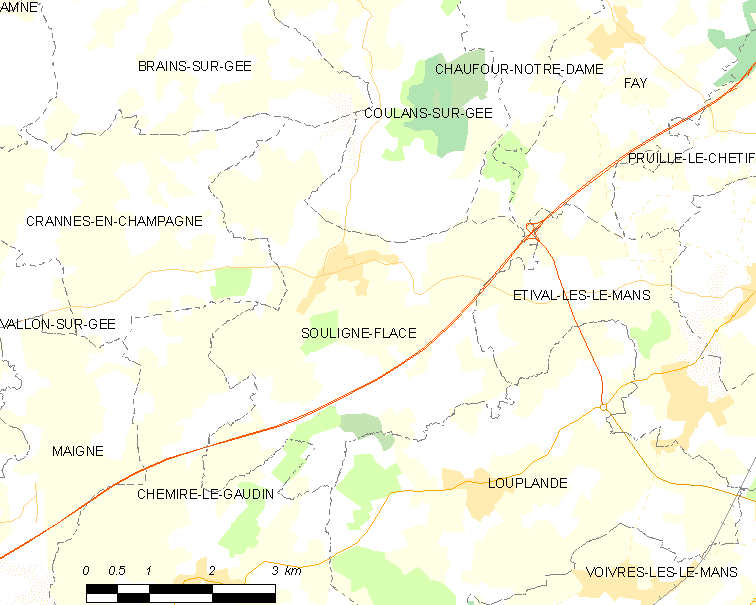
苏利涅-弗拉塞的OSM定位图

苏利涅-弗拉塞的时区为UTC+01:00、UTC+02:00（夏令时）。

## 行政
苏利涅-弗拉塞的邮政编码为72210，INSEE市镇编码为72339。

## 政治
苏利涅-弗拉塞所属的省级选区为萨尔特河畔拉叙兹县。

## 人口

1962-2008年间苏利涅-弗拉塞人口变化图示

苏利涅-弗拉塞于2022年1月1日时的人口数量为646人。